# Богатырка (Киевская область)
Богатырка (укр. Богатирка) — село, входит в Ставищенский район Киевской области Украины.
Расположено на левом берегу реки Тарган (приток р. Рось).
Население по переписи 2001 года составляло 388 человек. Почтовый индекс — 09412. Телефонный код — 4564. Занимает площадь 2,643 км². Код КОАТУУ — 3224283202.

## Местный совет
09412, Київська обл., Ставищенський р-н, с. Іванівка, вул. Леніна, 60